# Riku Matsuda
Riku Matsuda (jap. 松田 陸 Matsuda Riku; ur. 24 lipca 1991) – japoński piłkarz występujący na pozycji obrońcy. Obecnie występuje w Cerezo Osaka.

## Życiorys

### Kariera klubowa
W latach 2014–2015 występował w klubie F.C. Tokyo.
8 stycznia 2016 podpisał kontrakt z japońskim klubem Cerezo Osaka, umowa do 31 stycznia 2020.

## Sukcesy
Cerezo Osaka
- Zdobywca Pucharu Japonii: 2017
- Zdobywca Pucharu Ligi Japońskiej: 2017
- Zdobywca Superpucharu Japonii: 2018